# Carolina Sepúlveda
Carolina Sepúlveda Fonseca (Cúcuta; 15 de agosto de 1981 [cita requerida]), más conocida como Carolina Sepúlveda, es una actriz de televisión y teatro de Colombia.

## Vida artística
Sus inicios como actriz comenzaron en el año 2004 donde protagonizó a Luisa Zapata en la serie Séptima puerta y desde ese entonces ha participado en diferentes novelas nacionales e internacionales como Sin senos no hay paraíso y Sin senos sí hay paraíso.

## Filmografía

### Televisión
| Año       | Título                        | Personaje                     |
| --------- | ----------------------------- | ----------------------------- |
| 2025      | La Vorágine                   | Magnolia de Carranza          |
| 2021      | Felices los cuatro            | Guadalupe                     |
| 2018-2019 | Like                          | Marcela Flores                |
| 2016-2018 | Sin senos sí hay paraíso      | Ximena Fonseca                |
| 2016      | La hermandad                  | Rocio                         |
| 2016      | La viuda negra 2              | Milena                        |
| 2013      | La hipocondriaca              |                               |
| 2012      | Historias clasificadas        | Brenda (Ep: Amor a domicilio) |
| 2011-2012 | Tres Milagros                 | Teniente Sachica              |
| 2010      | Decisiones extremas           |                               |
| 2010      | Ojo por ojo                   |                               |
| 2009-2010 | Gabriela, giros del destino   | Verónica Maldonado            |
| 2009      | Victorinos                    | Victorina Salinas             |
| 2008-2009 | Sin senos no hay paraíso      | Ximena Fonseca                |
| 2008      | La pasión según nuestros días |                               |
| 2008      | Infieles anonimos             | Ingrid                        |
| 2007      | Decisiones                    |                               |
| 2004-2005 | Séptima puerta                | Luisa Zapata                  |
| 2004      | La viuda de la mafia          | Maria                         |

## Cine
| Año  | Tìtulo                   | Personaje |
| ---- | ------------------------ | --------- |
| 2018 | La tribu                 | Carol     |
| 2011 | Sexo, mentiras y muertos | Lorena    |